# الکساندرا کاووادا
الکساندرا کاووادا (انگلیسی: Alexandra Kavvada؛ زادهٔ ۱ اوت ۱۹۸۳) بازیکن فوتبال اهل ایالات متحده آمریکا است.
وی همچنین در تیم ملی فوتبال Greece بازی کرده‌است.